# 169 av. J.-C.
Cette page concerne l'année 169 av. J.-C. du calendrier julien proleptique.

## Événements
- Hiver : pendant la campagne d’Antiochos IV en Égypte (170/169 av. J.-C.), sur une rumeur de sa mort, Jason qui veut récupérer le pontificat, s’empare de Jérusalem et massacre ses opposants, tandis que le Grand prêtre en titre Ménélas se réfugie dans l’Acropole[1].

- Mars, sixième guerre de Syrie  : combats sur terre et sur mer dans la région de Péluse. Antiochos IV, victorieux des forces lagides, s’empare de la ville, puis entre dans le Delta en prenant des chemins détournés et occupe Memphis vers le mois d’avril. Il installe dans cette ancienne capitale son neveu Ptolémée VI et le place sous sa tutelle. De Memphis, Antiochos marche sur Alexandrie où Comanus et Cinéas ont pris le pouvoir comme régents de Ptolémée VIII Évergète II ; après l'échec de négociations, il assiège la ville. Ptolémée VIII et sa sœur Cléopâtre II font appel aux Romains[2].
- Été : apprenant la révolte de la Judée, Antiochos IV quitte l’Égypte et marche sur Jérusalem[1]. Jason s’enfuit (il mourra un peu plus tard en exil à Sparte). Antiochos massacre une partie de la population de Jérusalem (automne). Guidé par Ménélas, il s’empare du trésor du Temple et des vases sacrés. Puis il s’en va après avoir nommé Philippe préfet de Jérusalem et Andronique préfet de Samarie[3].
- Hiver 169/168 av. J.-C. : après le départ d'Antiochos IV, Ptolémée VI se réconcilie avec son frère Ptolémée VIII et sa sœur Cléopâtre II, ce qui entraine une nouvelle intervention séleucide au printemps[3].

- Après 169 av. J.-C. : suicide du dynaste Hyrcan, en Jordanie, pro-lagide retranché dans la forteresse d’Araq el-Emir, en Transjordanie d’où il dominait le pays environnant depuis 181 av. J.-C.[4].

- Début attesté du règne d'Arétas Ier, roi de Nabatène[4].

### Europe
- 24 décembre 170 av. J.-C. (15 mars 585 du calendrier romain) : début à Rome du consulat de Cnaeus Servilius Caepio et Quintus Marcius Philippus  (pour la seconde fois)[5].
  - Censure de Tibérius Sempronius Gracchus et de Caius Claudius Pulcher[5]. Huit centuries équestres sur dix-huit manifestent leur opposition au Sénat romain en condamnant le censeur Caius Claudius, ennemi des publicains[6].
  - 312 805 citoyens romains[7].
  - Construction de la basilique Sempronia à Rome[8].
  - Lex Voconia limitant sévèrement les droits successoraux des femmes[5].
- Janvier, troisième guerre macédonienne[9] : Persée de Macédoine lance une opération en Illyrie ; il s'empare d'Uscana dont la garnison romaine est capturée et avance jusqu'au pays des Labéates pour tenter de rallier le roi Gentius à son camp. Plusieurs délégations sont envoyées à Scodra sans succès, Gentius voulant monnayer son revirement[10]. Persée assiège Oaeneum qu'il prend après une forte résistance[9].
- Fin février-début mars[9] : Persée marche contre Stratos, cité d'Acarnanie que les Étoliens ont promis de lui livrer, mais doit renoncer au siège car les Romains de la garnison d'Ambracie, dirigés par Popilius, l'ont devancé. Il retourne en Macédoine[10].

- Avril (?) : le consul Philippus et le préteur Caius Marcius Figulus, chargé de la flotte, traversent l'Adriatique de Brundisium à Actium avec les troupes romaines. Philippus traverse la Grèce pour la Thessalie, et quand Marcius arrive avec la flotte à Chalcis, ils envahissent la Macédoine où Persée campe dans les environs de Dion, en Piérie. L'armée romaine passe par la région du mont Olympe et du marais Ascuris sur des chemins difficiles, retardé par ses éléphants. Il force le passage défendu par Hippias, et en été déferle sur Dion[5]. Persée, surpris, se retire à Pydna tandis que Philippus occupe temporairement Dion avant de se rendre à Phila pour rejoindre la flotte et se ravitailler[9].
- Fin de l'été : Popilius prend Héraclée de Piérie, puis assiège Mélibée sur les pentes du mont Ossa en Thessalie mais est chassé par le général macédonien Euphranor[9].

- Automne : le roi illyrien Gentius finit par se rallier à Persée contre 300 talents ; il arrête deux légats romains et se brouille définitivement avec Rome, mais Persée ne lui verse pas la subvention promise[10].

- Fondation de la colonie latine de Corduba (Cordoue) par le préteur Marcus Claudius Marcellus[11].

## Décès
- Quintus Ennius, poète d'origine messapienne (né en 239 av. J.-C. à Rudiae). Protégé de Scipion l'Africain qu’il initie, avec les membres des plus grandes familles romaines, à la culture grecque. Auteur des Annales, poème épique qui peint la croissance de Rome depuis les origines, d’une vingtaine de tragédies inspirées d’Euripide ou d’Eschyle, de comédies et de Saturae (poésies d’inspiration philosophique ou morale).